# Ptychopyxis
Ptychopyxis är ett släkte av törelväxter. Ptychopyxis ingår i familjen törelväxter.
Kladogram enligt Catalogue of Life:
| Ptychopyxis | \| \| Ptychopyxis arborea \| \| \| \| \| \| Ptychopyxis bacciformis \| \| \| \| \| \| Ptychopyxis caput-medusae \| \| \| \| \| \| Ptychopyxis chrysantha \| \| \| \| \| \| Ptychopyxis costata \| \| \| \| \| \| Ptychopyxis glochidiifolia \| \| \| \| \| \| Ptychopyxis grandis \| \| \| \| \| \| Ptychopyxis javanica \| \| \| \| \| \| Ptychopyxis kingii \| \| \| \| \| \| Ptychopyxis nervosa \| \| \| \| \| \| Ptychopyxis philippina \| \| \| \| \| \| Ptychopyxis plagiocarpa \| \| \| \| \| \| Ptychopyxis triradiata \| \| \| \| |
|             | \| \| Ptychopyxis arborea \| \| \| \| \| \| Ptychopyxis bacciformis \| \| \| \| \| \| Ptychopyxis caput-medusae \| \| \| \| \| \| Ptychopyxis chrysantha \| \| \| \| \| \| Ptychopyxis costata \| \| \| \| \| \| Ptychopyxis glochidiifolia \| \| \| \| \| \| Ptychopyxis grandis \| \| \| \| \| \| Ptychopyxis javanica \| \| \| \| \| \| Ptychopyxis kingii \| \| \| \| \| \| Ptychopyxis nervosa \| \| \| \| \| \| Ptychopyxis philippina \| \| \| \| \| \| Ptychopyxis plagiocarpa \| \| \| \| \| \| Ptychopyxis triradiata \| \| \| \| |
|             | Ptychopyxis arborea |
|             | |
|             | Ptychopyxis bacciformis |
|             | |
|             | Ptychopyxis caput-medusae |
|             | |
|             | Ptychopyxis chrysantha |
|             | |
|             | Ptychopyxis costata |
|             | |
|             | Ptychopyxis glochidiifolia |
|             | |
|             | Ptychopyxis grandis |
|             | |
|             | Ptychopyxis javanica |
|             | |
|             | Ptychopyxis kingii |
|             | |
|             | Ptychopyxis nervosa |
|             | |
|             | Ptychopyxis philippina |
|             | |
|             | Ptychopyxis plagiocarpa |
|             | |
|             | Ptychopyxis triradiata |
|             | |